# Бирликский сельский округ (Северо-Казахстанская область)
Бирликский сельский округ (каз. Бірлік ауылдық округі) — административная единица в составе района имени Габита Мусрепова Северо-Казахстанской области Казахстана. Административный центр — село Бирликское.
Население — 1192 человека (2009, 1587 в 1999, 1752 в 1989).

## История
Бирликский поселковый совет на правах сельского совета образован указом Президиума Верховного Совета Казахской ССР 11 августа 1957 года. 24 декабря 1993 года решением главы Кокчетавской областной администрации образован Бирликский сельский округ.
Село Акжановка было ликвидировано.

## Состав
В состав округа входят такие населенные пункты:
| Населенный пункт | Население, человек (1989) | Население, человек (1999) | Население, человек (2009) |
| ---------------- | ------------------------- | ------------------------- | ------------------------- |
| Акжановка, село  | 147                       | -                         | -                         |
| Бирликское, село | 1221                      | 1097                      | 915                       |
| Старобелка, село | 384                       | 490                       | 277                       |